# よのひかり
よの ひかり（1974年10月8日 - 2020年11月15日）は、日本の女性声優、ナレーター。福島県白河市出身。

## 経歴
日本大学芸術学部出身。
マウスプロモーションやB-Boxに所属し、テレビナレーション専門スクール「スクールバーズ」を経てフリーで活動していた。ナレーションキャスティングプロジェクト「猪鹿蝶」を通し、吹き替えやナレーションを多く担当した。
2020年の春先より体調を崩し、仕事を休養。同年11月20日に本人のTwitterが家族によって更新され、病気療養中だった同月15日に死去したことが報告された。46歳没。「猪鹿蝶」に参加しているベルベットオフィスのマネージャーにより遺族のメッセージが公開され、癌による療養中だったことが明かされた。

## 後任・代役
よのの没後、持ち役を引き継いだのは以下の通り。
| 後任・代役 | キャラクター名       | 概要作品                          | 後任・代役の初担当作品 |
| ---------- | -------------------- | --------------------------------- | ---------------------- |
| 本田貴子   | アリス・ピエゼッキー | 『Lの世界 ジェネレーションQ』     | シーズン2              |
| 本田貴子   | マイケル・バーナム   | 『スタートレック:ディスカバリー』 | シーズン4              |
| 花澤香菜   | ナレーション         | 『世界法廷ミステリー』            | 2021年4月17日放送分    |

## 出演

### テレビアニメ
2001年
- 仰天人間バトシーラー（ヒバアヤ・ローリィ / ガスバアヤ・ローリィ）
- ゴーゴー五つ子ら・ん・ど
- しあわせソウのオコジョさん（コジョルーの母、母オコジョ、コジョピーの母）
- それいけ!アンパンマン（ネコのおかあさん）
- よばれてとびでて!アクビちゃん（カレンの母）

2002年
- 攻殻機動隊 STAND ALONE COMPLEX
- サイボーグ009 THE CYBORG SOLDIER（エリカ・ウイスキー）
- G-onらいだーす（少年）
- 東京アンダーグラウンド（蜘蛛女）
- パタパタ飛行船の冒険（エリザベス）
- ルパン三世 EPISODE:0 ファーストコンタクト

2003年
- ウルトラマニアック（田村先生）
- 銀河鉄道物語（温井絹子、パーシィ・シェリー、アナウンス、母、富豪妻）
- スクラップド・プリンセス（露天商）
- ポポロクロイス（アイナ）

2004年
- GANTZ 〜the first stage〜（上原佳乃、岸本の母、子供、女教師）
- 神無月の巫女（女子生徒）
- 魔法少女隊アルス（オベシタス、サエ、エヌ）

2005年
- うえきの法則（老婆）
- CLUSTER EDGE（シスター）
- バジリスク 〜甲賀忍法帖〜（お江与、人面疽）
- ルパン三世 天使の策略 〜夢のカケラは殺しの香り〜（ウェイトレス）

2006年
- N・H・Kにようこそ!（狩野の母、蕎麦屋の女将）
- 銀河鉄道物語 〜永遠への分岐点〜（パーシィ・シェリー、縞子、母親）
- 結界師（ヘビ女）
- しにがみのバラッド。（水月の母）
- NARUTO（腰元）
- 夜明け前より瑠璃色な 〜Crescent Love〜（ブリジット・アンバー）
- 吉宗（蛞蝓婆）

2009年
- クッキンアイドル アイ!マイ!まいん!（2009年 - 2013年、やすのしんの母、おばあちゃん）
- NARUTO -ナルト- 疾風伝（2009年 - 2010年、シマ、サムイ）
- WHITE ALBUM（女性アナ）
- リストランテ・パラディーゾ（サヴィーナ）

2011年
- うたの☆プリンスさまっ♪ マジLOVEシリーズ（2011年 - 2013年、おばあさん、園長） - 2シリーズ
- TIGER & BUNNY（TVレポーター）

2013年
- NARUTO -ナルト- SD ロック・リーの青春フルパワー忍伝（サムイ）
- 青伝遊承 Numer0nSaga（ルナのおばあちゃん、ルナの母）

2014年
- ナンダカベロニカ（おばあさん）

2015年
- アドベンチャータイム（レモンホープ、その他）

2016年
- 美少女戦士セーラームーンCrystal Season III（カオリナイト）

2017年
- サクラダリセット（ケイの母）

### 劇場アニメ
- アーサー・クリスマスの大冒険（2011年）
- 猫の恩返し（2002年）
- ふるさと-JAPAN（2007年、アキラの母〈柳沢福子〉）
- 劇場版 NARUTO -ナルト- ブラッド・プリズン（2011年、サムイ）
- 機動戦士ガンダム サンダーボルト BANDIT FLOWER（2017年、ジオン軍医）
- BURN THE WITCH（2020年、ナレーション[9]）

### OVA
- Memories Off（2001年、先生）
- 日本昔ばなし・世界名作童話（2009年、ナレーション、おばあさん、小僧B、乙姫、妃、おかあさん、ネコ、こやぎC、お婆さん、おかあさんぶた、子供A、南の魔女、母あひる）

### Webアニメ
- オーディオドラマ『武装中学生』（2011年、名取かなこ）

### ゲーム
2001年
- ジャック×ダクスター 旧世界の遺産（小鳥のオバチャマ）

2003年
- 侍道2（お富）

2004年
- アーマード・コア ネクサス（頭部COM女声）
- うお 7つの水の伝説のヌシ（カワウソのヌシ）
- ネビュラ・エコーナイト（ナンシー・スピネル）

2005年
- ワイルドアームズ ザ フォースデトネイター

2006年
- ソニック・ザ・ヘッジホッグ（侍女）

2007年
- セツの火（天城舞子）

2009年
- 遠隔捜査 -真実への23日間-（樋口）
- クリムゾンスカイ（マリア・サンチェス）

2015年
- Bloodborne（孤独な老婆）

2018年
- アイアン・スローン（託宣者ジョルヤ・ドラクール）
- エルダー・スクロールズ・オンライン（ノクターナル、ヴァルサイレン）
- NARUTO 火影忍者MOBILE
- PREY‐MOONCRASH

2020年
- ラチェット&クランク（ミセスズコーン）

### ドラマCD
- 「王家の紋章60巻」限定特装版（2015年、メンフィスのお付武官ミヌーエの母〈ナフテラ〉）

### 吹き替え

#### 担当俳優
チョン・マン
- 広州殺人事件（チッ・ジョン）
- ゴッド・ギャンブラー シリーズ
  - ゴッド・ギャンブラー完全版（ジャネット）
  - ゴッド・ギャンブラーII（モンロー）
  - ゴッド・ギャンブラー完結編（ヤウ）

- ファイト・バック・トゥ・スクール シリーズ（ホー・マン）
  - ファイト・バック・トゥ・スクール
  - ファイト・バック・トゥ・スクール2
  - ファイト・バック・トゥ・スクール3

#### 映画
- アーネスト キャンプに行く!（セント・クラウド〈ヴィクトリア・ラチモ〉）※ディズニーXD版
- 愛さずにいられない（エニー〈ロザムンド・クワン〉）※2005年中国映画
- 愛してる、愛してない...（ラシェル〈イザベル・カレ〉）
- 愛と哀しみの果て ※DVD・BD新録用
- 赤ずきん（スゼット〈ヴァージニア・マドセン〉）
- 悪霊喰
- 穴
- ANNIE/アニー（コヴァチェヴィク〈ステファニー・カーツバ〉[10]）
- アンダーワールド ブラッド・ウォーズ（セミラ〈ララ・パルヴァー〉）
- E.T. ※DVD版
- イルマーレ
- エアフォース・ワン ※日本テレビ版
- エディ・マーフィの劇的1週間（トリッシュ・ダニエルソン〈ニコール・アリ・パーカー〉）
- オースティンランド 恋するテーマパーク（アメリア・ハートライト〈ジョージア・キング〉）
- お兄ちゃんはデンマザー（ディーナ〈ヴィッキー・ルイス〉）
- 狩人と犬、最後の旅（ノーマンの妻ネブラスカ〈メイ・ルー〉）
- がんばれ！ベアーズ　ニュー・シーズン
- 気まぐれな唇 ※DVD版
- キャッチ・ミー・イフ・ユー・キャン（ルーシー〈エリザベス・バンクス〉）
- キラー・デンティスト（マーガレット）
- 偶然の恋人（カレン）
- クライモリ デッド・リターン
- グランド・ブダペスト・ホテル（マダムD〈ティルダ・スウィントン〉）
- ザ・タウン（クレア・キーシイ〈レベッカ・ホール〉）
- 最初に父が殺された（ルオンの母〈スベン・ソチェアタ〉）
- サッド・ムービー（ジュヨン〈ヨム・ジョンア〉）
- ザ・リターン（クレア・ウィンシップ〈タンディ・ライト〉）
- 幸せになるための27のドレス
- シーズンチケット（ブリジット〈ケリー・アン・クリスチャンセン〉）
- シェアハウス・ウィズ・ヴァンパイア（ジャッキー〈ジャッキー・ヴァン＝ビーク〉）
- ジェム&ホログラムス（ベイリー〈モリー・リングウォルド〉）
- ジャスト・マリッジ（ウェンディ）
- 少女ファニーと運命の旅（マダム・フォーマン）
- 情愛と友情（ジュリア・フライト〈ヘイリー・アトウェル〉）
- ジョンQ−最後の決断−（レポーターの女）※ソフト版
- SWEET SIXTEEN（モーリン）
- スノーホワイト/白雪姫
- スターシップ・トゥルーパーズ3
- ステューピッド・イン・ニューヨーク（パール）
- ストンプ・ザ・ヤード（エイブリル）
- スモール・ソルジャーズ（マリオン・フィンプル）※DVD版、日本テレビ版
- 西部悪人伝（ジェーン〈リンダ・ヴェラス〉）※ソフト版
- ゾンヴァイア 死霊大血戦
- ダーク・ブラッド（バフィー〈ジュディ・デイヴィス〉）
- チェルシーホテル（グレース〈ユマ・サーマン〉）
- チャーリー・バートレットの男子トイレ相談室（マリリン・バートレット〈ホープ・デイヴィス〉）
- チャイルド・コレクター
- Deep Blue2
- ディセント（ベス〈アレックス・リード〉）
- ディック&ジェーン 復讐は最高!（ヴェロニカ・クリーマン〈アンジー・ハーモン〉）
- デッドベイビーズ（ダイアナ〈オリヴィア・ウィリアムズ〉）
- デス・レース2050（グレイス）
- デュー・デート 〜出産まであと5日!史上最悪のアメリカ横断〜（サラ・ハイマン〈ミシェル・モナハン〉）
- ドゥームズ・デイヤー
- どつかれてアンダルシア (仮)
- トランスポーター（事務所の女性）※ソフト版
- ドリーム・チーム（マーティン）
- ネイキッド・ソルジャー 亜州大捜査線（マダム・ローズ〈エレン・チャン〉）
- ノーストリングス（中年女）
- her/世界でひとつの彼女（デート女〈オリヴィア・ワイルド〉）
- バーティカル・ターゲット 大統領狙撃計画（WDICのマイクを持った黒髪のインタビュアー）※テレビ版
- バトル・オブ・ザ・セクシーズ（プリシラ・リッグス〈エリザベス・シュー〉）
- パパVS新しいパパ（サラ〈リンダ・カーデリーニ〉）
  - パパVS新しいパパ2
- ハピネス
- ハリー・ポッターと賢者の石
- ハリー・ポッターと秘密の部屋
- 陽のあたる場所（アリス〈シェリー・ウィンタース〉）※DVD版
- ピノッキオ
- ヒルズ・ハブ・アイズ2007年
- ファイターズ・レガシー（小夏〈ユージニア・ユアン〉）
- プラダを着た悪魔（エミリー・チャールトン〈エミリー・ブラント〉）※ソフト版
- フランケンフィッシュ（メアリー）
- フレイルティー 妄執
- ブレイクスルー　極秘機動部隊
- ブレックファスト・クラブ ※BD新録用
- ブロッカーズ（リサ・デッカー〈レスリー・マン〉）
- フローズン（シャノン）
- フロム・デプス（ジリアン&ジョアン・オースティン）
- フロム・ヘル（マーサ・タブラム）※DVD・ビデオ版
- ペイチェック 消された記憶（ディスプレイの赤い服の女性）※DVD版
- ベッドタイム・ストーリー
- ヘンリー・プールはここにいる 〜壁の神様〜
- ホステル2（ベス〈ローレン・ジャーマン〉）
- ボディ・ショット
- ホワイト・オランダー（イボンヌ）
- マッドマックス 怒りのデス・ロード（バルキリー〈ミーガン・ゲイル〉[11]）※ザ・シネマ版
- Mr.ウッドコック -史上最悪の体育教師-（トレイシー〈メリッサ・サージミラー〉）
- ミスティック・リバー
- ミッション:インポッシブル2
- モンテ・クリスト伯（ヴァレンチナ）
- ライフ（エカテリーナ・“キャット”・ゴロフキナ〈オルガ・ディホヴィチナヤ〉）
- ラブ・アゲイン（ケイト・タファティ〈マリサ・トメイ〉）
- 猟奇的な彼女
- レイチェルの結婚（キム〈アン・ハサウェイ〉）
- レディース・ルーム
- レディ・プレイヤー1（キーラ〈パーディタ・ウィークス〉[12]）
- ローラーガールズ・ダイアリー（スマッシュリー・シンプソン〈ドリュー・バリモア〉）
- ロスト・ソウルズ（スーザン）
- ロルカ、暗殺の丘（マリア・ウヘニア）
- ロンドン、人生はじめます（メアリー・ニール〈デボラ・フィンドレイ〉）
- ワンダーウーマン（イザベル・マル博士 / ドクター・ポイズン〈エレナ・アナヤ〉[13]）
- ワンダー・ウーマンとマーストン教授の秘密（エリザベス・マーストン〈レベッカ・ホール〉）

#### ドラマ
- iCarly（ノーラ・ダーシュレット〈ダニエル・モロー〉）
- アナザー・ライフ ※Netflixドラマ
- アラーム・フォー・コブラ SPIN OFF（ヨナス、タニア 他）
- アンネの日記（ミープ・ヒース〈ケイト・アシュフィールド〉）※NHKドキュメンタリードラマ
- ヴァンパイア・ダイアリーズ（ジェナ・ソマーズ〈サラ・カニング〉）
- ウォッチメン（レディ・トリュー〈ホン・チャウ〉）
- Lの世界（アリス・ピエゼッキー〈レイシャ・ヘイリー〉）
- Lの世界 ジェネレーションQ（アリス・ピエゼッキー〈レイシャ・ヘイリー〉）※シーズン1のみ
- 気分はぐるぐる（ロレッタ・フルーン〈ヴェロニカ・ニーヴ〉）
- グッド・ワイフ2
- クリミナル・マインド3 FBI行動分析課（コニー）
- クリミナル・マインド7 FBI行動分析課（ベス）
- ゲーム・オブ・スローンズ（メリサンドル〈カリス・ファン・ハウテン〉）
- サム・アセンブリー ティーンエイジャーCEO（キャンディス、バブカス夫人〈エリー・ハービー〉）
- サム&キャット（ノーラ・ダーシュレット〈ダニエル・モロー〉）
- CSI:ニューヨーク
- シックス・フィート・アンダー（リサ・キンメル・フィッシャー〈リリー・テイラー〉）
- JETT/ジェット（マリア〈エレナ・アナヤ〉）
- 主任警部アラン・バンクス2
- 新 キャプテン・スカーレット（グリーン少尉）
- スーパーナチュラル シーズン4 #1 シーズン5 #19 シーズン7 #13
- スタートレック:ストレンジ・ニュー・ワールド（マイケル・バーナム（声））
- スタートレック:ディスカバリー（マイケル・バーナム中佐〈ソネクア・マーティン＝グリーン〉）
- S.W.A.T.  シーズン1#18（ジェニース） シーズン2 #22（犯人の元妻ララ）
- ノンストップ・スリラー「ZOO-暴走地区-」シーズン2（アリソン）
- ソウルメイト（韓国ドラマ）（ミジン）
- ダーク・マテリアルズ/黄金の羅針盤（コールター夫人〈ルース・ウィルソン〉）
- 大草原の小さな家（グレイス〈ボニー・バートレット〉）
- TOUCH/タッチ（ベッカ・クリッパー）
- ダラス
- 超能力ファミリー　サンダーマン シーズン3 #22
- デスパレートな妻たち
- トーチウッド 人類不滅の日（グウェン・クーパー〈イヴ・マイルズ〉）
- 24 -TWENTY FOUR- シーズン6（ナディア）
- Dr.House
- ナース・ジャッキー
- PERSON of INTEREST 犯罪予知ユニット（カーラ・スタントン〈アニー・パリッセ〉）
- HAWAII FIVE-0 シーズン4 #15（シェリー・トラントン〈ダリル・ハンナ〉）
- HERE AND NOW〜家族のカタチ〜（レイラ・ショクラニ）
- THE　BRIDGE シーズン2（ヴィクトリア・ノードグレン）
- フーディーニ＆ドイルの怪事件ファイル 謎解きの作法 シーズン1
- プライベート・プラクティス3（ミシェル・ラーセン〈ケリー・マーティン〉）
- ペンサコーラ 黄金の翼 シーズン2（アレクサンドラ"アイス"ジェンセン中尉〈サンドラ・ヘス〉）
- ホワイトカラー シーズン5 #12
- マジシャンズシーズン3 #5（石の女王）
- 名探偵ポワロ 第49話メソポタミア殺人事件
- ユーリカ シーズン4
- 四姉妹物語（チョン・ヘジョン〈ファン・スジョン〉）
- ライオンたちとイングリッシュ（バブス・キャプラン〈アリソン・フレイザー〉）
- ライ・トゥ・ミー　嘘は真実を語る シーズン2
- 霊幻道士（西太后〈チェン・ジンチョン〉、ゼン〈トウ・アンイン〉）
- 私の心が聞こえる?（テ・ヒョンスク〈イ・ヘヨン〉）

#### アニメ
- アント＆アードバーク（ジャイアントさん）※カートゥーン・ネットワーク版
- アーサー・クリスマスの大冒険（妖精ノラ）
- X-MEN エボリューション（ジーン・グレイ）
- カーズ（キング夫人、チュキ）
- ガーフィールドと仲間たち（リズ）
- くもりときどきミートボール2 フード・アニマル誕生の秘密（ルイーズ）
- クランプ・ツインズ（ウェンディー・ウィンクル）
- クリフォード（ヴァズ）
- サンダーバード ARE GO（ケーシー大佐）
- シャーク・テイル
- シュレック フォーエバー（ジョバンナ）
- スカイランダーズ・アカデミー シーズン3 #6（ゴールデン・クイーン）
- チャウダー（ミス・エンダイブ、ゴルゴンゾーラ）
- トムとジェリー テイルズ（家の主人、トムの姉妹）
- パラノーマン ブライス・ホローの謎（サンドラ）
- パワーパフガールズ・ムービー
- ビー・ムービー
- ビリー&マンディ（アーウィン、プディン）
- ブンブン・マギー
- ボックストロール（シンシア・ポートリー・リンド）
- ポペッツタウン（ココリ）
- 魔術士オーフェン無謀編3（シビリアス女王）
- ミディアム　霊能者アリソン・デュボア
- ミラキュラス レディバグ&シャノワール（オードリー / スタイル・クイーン / ハートハンター）
- リセス 〜ぼくらの夏休みを守れ!〜
- リトル・レッド レシピ泥棒は誰だ!?
- ルイスと未来泥棒（ハリントン夫人）
- レゴ ニンジャゴー 〜スピン術バトルの使い手〜（エドナ）

#### DVD
- コアリズム（ヤーナ・クニッツ）
- ヤーナリズム（ヤーナ・クニッツ）

#### その他映像コンテンツ
- マーズ1001火星に舞い降りる日（エミリー・クランツ）
- USJ「セーラームーン・ザ・ミラクル4‐D ムーン・パレス編」(2019)
- USJ「セーラームーン・ザ・ミラクル4‐D ムーン・パレス編デラックス」(2022)

### ナレーション ボイスオーバー

#### テレビ
- 直撃LIVE グッディ!（フジテレビ・月〜金ナレーション）
- クイズ・ソモサン・セッパ!（フジテレビ）
- 世界法廷ミステリー（フジテレビ）
- 報道の日(2014)（TBSテレビ）
- めざせ!2020年のオリンピアン〜東京五輪の原石たち〜スペシャル（NHK総合テレビジョン）
- 東野幸治のナイモノネダリ（TBSテレビ）
- 午前零時の岡村隆史「引く女教師」（TBSテレビ）
- グッと!スポーツ（NHK総合テレビジョン）
- TOKYO応援宣言（テレビ朝日）
- カラフル!〜世界の子どもたち〜（NHK教育）
- グレートコネクション（日本テレビ放送網）
- 直撃!シンソウ坂上（フジテレビ）
- 超問クイズ! 真実か?ウソか?（日本テレビ）
- 華丸大吉&千鳥のテッパンいただきます!（カンテレ・フジテレビ）
- 有吉反省会(日本テレビ)
- ワイドナショー 年末SP2019（フジテレビ）
- 勝手に自慢していいですか？（2019年）（テレビ東京系列全国ネット）
- 桑田佳祐のレッツゴーボウリング 日米オールスター頂上決戦！（2019年）（BSテレ東）
- BS世界のドキュメンタリー『ショックルーム〜伝説のアイヒマン実験“再考“（2017年）（NHK-BS）
- BS1スペシャル『ゆず北川悠仁が見たオリンピック（2016年）
- 世界最高峰のマジック殿堂 マジックキャッスル2018 BSスーパープレミアム（NHK-BS）

#### CM
- アジエンス
- NEC家庭用蓄電池

#### CDブック
- 茅田砂胡CDブック「デルフィニア戦記 戦女神の祝福」